# 大沃利齊亞
49°47′28″N 27°48′58″E / 49.79111°N 27.81611°E
大沃利察（烏克蘭語：Велика Волиця）是烏克蘭北部的村落，隸屬日托米爾州的日托米爾區。該村始建於1593年，面積20.71平方公里，海拔高度273米，2001年人口919。